# Motley's Crew
Pour les articles homonymes, voir Motley.
 (juillet 2017).
Motley's Crew (« La bande à Motley ») est un comic strip américain écrit par Tom Forman (en) et dessiné par Ben Templeton (en), diffusé dans la presse américaine du 6 septembre 1976 au 1er janvier 2000 par Tribune Media Services (en) et ses prédécesseurs.
Cette bande dessinée humoristique met en scène Mike Motley, un ouvrier qualifié travaillant pour Drudge Industries et habitant une ville moyenne des États-Unis. Cette satire de la classe moyenne américaine destinée à un lectorat plutôt âgé et conservateur a été arrêtée après plus de 24 années de publication continue.